# Digitalt selektivanrop
Digitalt selektivanrop eller DSC (engelska: Digital Selective Calling) är ett digitalt anropssystem för sjöradio, bland annat marin VHF. Systemet avlastar anropskanalerna och möjliggör bland annat automatiska nödanrop.

## Bakgrund
Traditionellt anropas närliggande radiostationer (fartyg) på VHF-kanal 16, som alla fartyg tidigare var skyldiga att lyssna på. I livligt trafikerade vatten kan dock trafiken på anropskanalen vara störande intensiv, vilket kan leda till att anrop missas. DSC löser problemet genom att man kan ange vilket fartyg eller landstation man vill tala med samt vilken kanal man valt för själva samtalet, varvid just det fartygets radio visar upp meddelandet om anrop.
Tillgången till en digital kanal och den inbyggda dator som tolkar informationen gör det lätt att införa ytterligare tjänster, framförallt möjlighet att skicka nödanrop genom att bara trycka på en knapp och ändå få med information om fartyget och dess position.

## Teknik
DSC använder VHF-kanalen 70 (156,525 MHz), samt för nöd och säkerhetskommunikation MF-frekvensen 2187,5 kHz samt 2177,0 kHz eller 2189,5 kHz för rutinkommunikation eller en för ändamålet reserverad HF-kanal. DSC används för att sända och ta emot digitalt kodade meddelanden som innehåller avsändarens och mottagarens niosiffriga sjöradionummer (MMSI), meddelandets art och eventuellt annat data. En DSC-apparat som mottar ett anrop riktat till dess inprogrammerade MMSI-nummer uppmärksammar operatören på detta. DSC-apparaten kan också utväxla data som inte kräver uppmärksamhet, till exempel förfrågan och upplysning om fartygets position. Anrop kan utom till enskilda stationers MMSI-nummer riktas till ett nummer som representerar flera stationer eller till alla stationer inom ett visst område (alla inom hörbarhetsområdet då det gäller VHF).
Moderna sjöradiotelefoner är i allmänhet försedda med en DSC-enhet. I små båtar används vanligen samma antenn för kanal 70 och de vanliga VHF-frekvenserna, medan handelsfartyg bör ha separata antenner, så att avlyssningen inte behöver avbrytas vid VHF-samtal. DSC-enheten ska normalt vara kopplad till en satellitnavigator (vanligen GPS), så att fartygets position kontinuerligt finns tillgänglig och inte behöver matas in manuellt.
Varje sjöradiotelefon med DSC-enhet skall ha ett MMSI-nummer, som man får i samband med att man beviljas radiotillstånd. Man kan också ansöka om ett MMSI-nummer för till exempel en segelförening, så att alla föreningens båtar i närheten kan anropas på en gång. Numren har viss struktur, så att man ur det kan utläsa stationens art och nationalitet.

## Nödtrafik
DSC-enheten har speciella funktioner för nödmeddelanden.
I det enklaste fallet, vilket är det vanliga på fritidsbåtar, finns på radiotelefonen en röd knapp (ofta skyddad med ett lock), som aktiverar automatisk sändning av ett nödlarm ("DISTRESS"), då den hålls nedtryckt ett antal sekunder. Har man tid kan man förbereda meddelandet och då bland annat ange nödens art.
Nödlarmet består av uppgift om att det är frågan om ett nödlarm, radiostationens MMSI-nummer (som identifierar fartyget), nödens art (enligt en fast lista), senaste kända position, tid då positionen fastställdes och uppgift om hur kommunikationen skall fortsätta (ifråga om VHF på kanal 16).
Den som mottagit ett nödlarm ska tysta larmet och invänta en sjöräddningscentrals svar och fortsatta kommunikation med den nödställde. I den händelse att en sjöräddningscentral inte svarar inom rimlig tid kan meddelandet kvitteras ("DISTRESS ACKNOWLEDGEMENT"), samt återsändas som ett reläat nödlarm ("DISTRESS ALERT RELAY") till en sjöräddningscentral. Den som sänt ett felaktigt nödlarm är skyldig återta det, om det är tekniskt möjligt. Alla dessa DSC-meddelanden skall kompletteras med annan radiokommunikation (på kanal 16 ifråga om VHF).
Tack vare egenskaperna hos den digitala sändningen kan den mottas på något längre håll än på vilket hörbarheten tillåter samtal.

## Il- och säkerhetstrafik
Också iltrafik (pan-pan) och säkerhetstrafik (securité) särbehandlas av DSC. Meddelandenas art anges som "URGENCY" respektive "SAFETY".

## Normaltrafik
Man kan använda DSC för att etablera normal radiokontakt med en annan radiostation. Man anger då MMSI-numret för den andra stationen och på vilken kanal samtalet skall föras. Radiooperatören på den andra stationen uppmärksammas och lyssnar på vald kanal, varvid man inte behöver belasta de traditionella anropskanalerna.